# Curtiss-Wright CW-3 Duckling
Curtiss-Wright CW-3 Duckling (przynajmniej jeden samolot przemianowany na Teal) – amerykańska łódź latająca-amfibia zaprojektowana i wybudowana w zakładach Curtiss-Wright Corporation, wersja rozwojowa Curtiss-Wright CW-1 Junior.

## Historia
Samolot powstał w 1932 roku jako wersja rozwojowa Curtiss-Wright CW-1 Junior ze wzmocnionym, wodoszczelnym kadłubem i silnikiem o większej mocy. Kadłub zbudowany był ze stalowych rur i obłożony sklejką. Do lądowania na wodzie podwozie było ręcznie podnoszone go góry. Po wyprodukowaniu trzech egzemplarzy projekt został zarzucony z powodu braku funduszy.
Pierwszy samolot napędzany był 60-konnym silnikiem Velie M-5, ale dwa następne egzemplarze, wersje CW-3W i CW-3L, były napędzane silnikami o większej mocy, odpowiednio 90-konnym silnikiem Warner Scarab Junior i 90-konnym Lambert 7. Zbudowano tylko trzy egzemplarze (numery seryjne 1501-1503), rejestracje cywilne 12306, 12325, 12326 (inne źródło podaje 12306, 12324/25).
Jeden z samolotów został zniszczony w wypadku – w 1932 roku na pokazie lotniczym w Miami, samolot wykonywał pętlę, w trakcie której oderwały się jego skrzydła.